# Kawasaki Cup 1983
Der Kawasaki Cup 1983 im Badminton fand vom 14. bis zum 17. April 1983 in Schwäbisch Gmünd statt.

## Finalresultate
| Disziplin    | Sieger                           | Finalist                           | Ergebnis           |
| ------------ | -------------------------------- | ---------------------------------- | ------------------ |
| Herreneinzel | Darren McDonald                  | Lex Coene                          | 15–3, 15–6         |
| Dameneinzel  | Sherry Liu                       | Pamela Hamilton                    | 5–11, 11–9, 11–5   |
| Herrendoppel | Stefan Frey Thomas Künstler      | Harald Klauer Klaus Treitinger     | 18–15, 15–13       |
| Damendoppel  | Linda Cloutier Denyse Julien     | Julie McDonald Audrey Swaby        | 10–15, 15–4, 15–10 |
| Mixed        | Thomas Herttrich Pamela Hamilton | Bas von Barnau Sijthoff Carol Liem | 15–10, 6–15, 15–12 |